# First Date (сингл 50 Cent)
«First Date» — промо-сингл американського репера 50 Cent з його шостого студійного альбому Street King Immortal. Виконавець презентував трек 3 жовтня 2012 на шоу DJ Big Von на радіостанції KMEL 106. Лише 22 жовтня пісня стала приступною для завантаження на iTunes Store та Amazon.com.

## Відеокліп
Кліп зняли у Вашингтоні 8 жовтня, де 50 Cent проводив кастинг моделей до відео. Камео: Тоні Єйо. Частину кліпу з Too Short зняли 18 жовтня у Голлівуді, Каліфорнія. Режисер: Ейф Рівера.
7 листопада на YouTube-каналі репера опублікували трейлер. 14 листопада на сайті радіостанції Hot 97 відбулась прем'єра музичного відео.

## Список пісень
Цифровий сингл
| #  | Назва        | Автор                                                                  | Продюсер(и) | Тривалість |
| -- | ------------ | ---------------------------------------------------------------------- | ----------- | ---------- |
| 1. | «First Date» | Кертіс Джексон, Р. Річардсон, Тодд Шоу, Дж.В. Александер, В. Гатчінсон | 45 Music    | 3:36       |

## Чартові позиції
| Чарт (2012)                             | Найвища позиція |
| --------------------------------------- | --------------- |
| США (Hot R&B/Hip-Hop Songs) (Billboard) | 48              |